# Държавно устройство на Иран
Иран е конституционна република, чиято политическа система е положена през 1979 г. след Ислямската революция от конституция, наречена Qanun e Asasi.

### Върховен водач (рахбар)
Според иранската Конституция Върховния водач на Иран носи отговорност за очертаването и ръководството на „общата политика на Ислямска Република Иран.“ При липса на единствен водач, се назначава съвет от религиозни водачи. Той назначава шестима от дванадесетимата членове на Съвета на настойниците. Той или съвета на религиозните водачи се избират от Събрание на експерти, на базата на техните квалификации и високата обществена оценка, която поддържат.

### Президент (раис-е джумхур)
След върховния водач, който е глава на държавата, президентът на Иран представлява най-висока длъжност в страната. Той гарантира спазването на Конституцията и е глава на изпълнителната власт. Според закона всички президентски кандидати трябва да се одобрят от Съвета на настойниците. Президентът се избира чрез пряко всенародно гласуване за срок от 4 години и може да заема длъжността не повече от два последователни мандата. Президентът назначава министрите, след като те са одобрени от парламента. Той координира работата на правителството, а също така изпълнява представителни функции. За разлика от много други държави, президентът на Иран няма пълен контрол върху армията, външната и ядрената политика.

### Парламент (Маджлес)
Еднокамарния ирански парламент, Ислямския съвещателен съвет или Маджлес-е Шура-йе Еслами (анг. транскрипция Majles-e Shura-ye Eslami), се състои от 290 члена, избирани за срок от 4 години. Членовете се избират директно и с тайно гласуване. Те изработват законите, ратифицират международните договори и приемат държавния бюджет. Всички закони от съвета трябва се прегледат от Съвета на настойниците.

### Съвет на експертите
Съветът на експертите, който се среща за седмица всяка година, се състои от 86 „целомъдрени и учени“ духовници, избирани от народа за период от 8 години. Както президентските и парламентарните избори, Съветът на настойниците определя качествата на тези, които трябва да членуват в този съвет. От ноември 2007 г. председател на съвета на експертите е Али Акбар Хашеми Рафсанджани.

### Съвет на настойниците
Съветът на настойниците се състои от 12 юристи, шестима от които са назначени от Върховния водач. Главата на съдебната власт препоръчва останалите шестима, които се одобряват официално от Парламента.
Упълномощен е с властта да тълкува Конституцията и да определя дали законите, приети от Парламента, следват линията на шариа (ислямски закон). След това съветът може да упражни вето спрямо Парламента. Ако един закон, приет от Парламента, е определен за несъвместим с Конституцията или шариа, той се изпраща обратно в Парламента за преразглеждане.
Съветът също така проучва президентските и парламентарни кандидати, за да определи тяхната годност за заемане на длъжността.

### Съвет по целесъобразност
Създаден от Аятолах Хомейни през 1988 г., Съветът по целесъобразност е упълномощен да посредничи в дебатите между Парламента и Съвета на настойниците. Понастоящем, според Конституцията Съветът по целесъобразност служи за съвещателно тяло на Върховния водач, което го прави едно от най-могъщите правителствени тела в страната.

### Съдебна власт
Главата на съдебната власт се назначава от Върховния водач, който поред назначава главата на Върховния съд и главния държавен прокурор.
Обществените съдилища се занимават с граждански и криминални дела. Има също революционни съдилища, които се опитват да определят категориите престъпления, включително престъпления срещу националната сигурност, контрабанда на наркотици и действия, които подкопават Ислямската република. Присъдите, дадени в революционните съдилища са окончателни и не могат да бъдат обжалвани.
Постановленията на Специалния клерикален съд, чийто функции са независими от нормалната съдебна рамка и е подчинен само на Върховния водач, също са окончателни и не могат да бъдат обжалвани.
Иран е една от държавите, в които смъртното наказание не е отменено.